# Jermain Raffington
Jermain Raffington (* 1. Mai 1985 in Hamburg) ist ein deutscher Moderator, Produzent, Regisseur und ehemaliger Basketballspieler.
Nach einem zweijährigen Studienaufenthalt in den Vereinigten Staaten wurde Raffington, Sohn einer deutschen Mutter und eines jamaikanischen Vaters, 2007 Profi in Deutschland. Nach drei Spielzeiten in der zweiten Spielklasse ProA spielt er von 2010 bis 2013 in der höchsten Spielklasse Basketball-Bundesliga, zunächst für die BG 74 Göttingen und bis 2013 für die Eisbären Bremerhaven, als er zur BG Göttingen in die ProA zurückkehrte.

## Basketballkarriere
Raffington wuchs in Bad Krozingen auf und spielte zunächst in Jugendmannschaften des USC Freiburg, wo er es bis zum Jugendnationalspieler brachte. Anschließend wechselte er auf das Basketball-Internat der Urspringschule und spielte für die Steeples genannten Mannschaften aus Ehingen in den Jugendklassen sowie ab 2003 auch für die Herrenmannschaft in der 2. Basketball-Bundesliga. Nach seinem Abitur 2005 ging Raffington zum Studium in die Vereinigten Staaten. Nachdem der US-Hochschulsportverband NCAA seine Einsätze in der zweiten deutschen Liga als Berufsausübung wertete, verweigerte sie ihm die unmittelbare Spielberechtigung für die NCAA Division I, weshalb Raffington zunächst an das „Southeastern Community College“ in Burlington (Iowa) ging, dessen Basketballmannschaft „Blackhawks“ bereits 2003 und 2004 landesweite Meister der „National Junior Collegiate Athletic Association“ war. Hier gelang es Raffington, auch Colleges und Universitäten der NCAA Division I auf sich aufmerksam zu machen. Von den angebotenen Stipendien für eine Fortsetzung seines Studiums entschied er sich im Januar 2007 für eines der Butler University. Raffington gab dann im Sommer 2007 private Gründe dafür an, auf dieses Stipendium zu verzichten und nach Deutschland zurückzukehren.
Nach seiner Rückkehr aus den Vereinigten Staaten 2007 unterschrieb Raffington einen Vertrag beim Zweitligisten BV 99 Chemnitz für die Saison 2007/08. In der neuen zweithöchsten deutschen Spielklasse, 2. Bundesliga ProA, erreichten die Sachsen am Saisonende jedoch nur den vorletzten Tabellenplatz und schafften den Klassenerhalt nur durch den Verzicht einer anderen Mannschaft. Raffington wechselte für die darauffolgende Spielzeit zum Ligakonkurrenten aus Bayreuth. Nachdem man in der ProA-Saison 2008/09 einen Aufstiegsplatz nur wegen des schlechteren direkten Vergleichs verpasst hatte, gelang in der ProA-Saison 2009/10 die Meisterschaft und der Aufstieg in die höchste deutsche Spielklasse. Zudem gewann der Verein in Cuxhaven gegen den Gastgeber im Finale den Pokalwettbewerb des DBB, der ohne Beteiligung der Erstliga-Mannschaften ausgetragen wurde.
Zur Spielzeit 2010/11 wechselte Raffington jedoch vom Aufsteiger zum neuen Ligakonkurrenten BG Göttingen, der zuvor den europäischen Vereinswettbewerb EuroChallenge gewonnen hatte. In der Erstligamannschaft, die auch im Eurocup antrat, bekam Raffington aber nicht die gewünschte Spielzeit und wechselte zur folgenden Spielzeit zum Ligakonkurrenten Eisbären Bremerhaven. Raffington konnte seine Spielanteile hier jedoch kaum steigern, und die Eisbären verpassten erstmals seit zwei Jahren den Einzug in die Play-offs um die deutsche Meisterschaft. Auch 2012/2013 konnten die Eisbären die Play-offs nicht erreichen. Nach Ablauf seines Vertrages in Bremerhaven kehrte Raffington zur BG Göttingen zurück und spielte in der Saison 2013/14 wieder in die ProA für seinen ehemaligen Verein. Anschließend beendete er seine Profilaufbahn.

## Medienkarriere
Raffington hat als Fotograf Auftragsarbeiten für Magazine und Zeitschriften angenommen. Er moderierte und produzierte das Webmagazin schwarzrotgold tv, das sich mit dem Leben und den Erfahrungen von schwarzen Deutschen beschäftigte. Er arbeitete als Autor für das Magazin Vice und als Moderator der Sendung Die Vice Reports auf RTL II. Raffington ist Mitbegründer und Geschäftsführer der Produktionsfirma Vertical Social Clubs, die vor allem Themen aus der Welt des Sports bearbeitet. Sein Film Made in Senegal über den senegalesischen Fußballnationalspieler Sadio Mané erhielt 2020 den internationalen Sportmedienpreis AIPS Award in Bronze in der Kategorie „Best Athlete Profile“. Raffington war Regisseur des 2022 ausgestrahlten Dokumentarfilms Bolzplatzkönige - Mein Weg zum Profi, in dem er sich mit dem Werdegang mehrerer Fußballspieler wie Kevin-Prince Boateng und Nadiem Amiri befasste.

## Sonstiges
Er ist der Bruder von Justin Raffington.